# نیکی بلونسکی
نیکی بلونسکی (انگلیسی: Nikki Blonsky؛ زادهٔ ۹ نوامبر ۱۹۸۸) یک هنرپیشه، و خواننده اهل ایالات متحده آمریکا است. وی از سال ۲۰۰۷ میلادی تاکنون مشغول فعالیت بوده‌است.

## گزیده فیلمشناسی
از فیلم‌ها یا برنامه‌های تلویزیونی که وی در آن نقش داشته‌است می‌توان به آثار زیر اشاره کرد.
- معلم انگلیسی (فیلم) (۲۰۱۲)
- انتظار برای همیشه (۲۰۱۱)
- هارولد (فیلم) (۲۰۰۸)
- اسپری مو (فیلم ۲۰۰۷) (۲۰۰۷)
- بتی بی‌ریخته (۲۰۰۹)